# Jessica Camacho

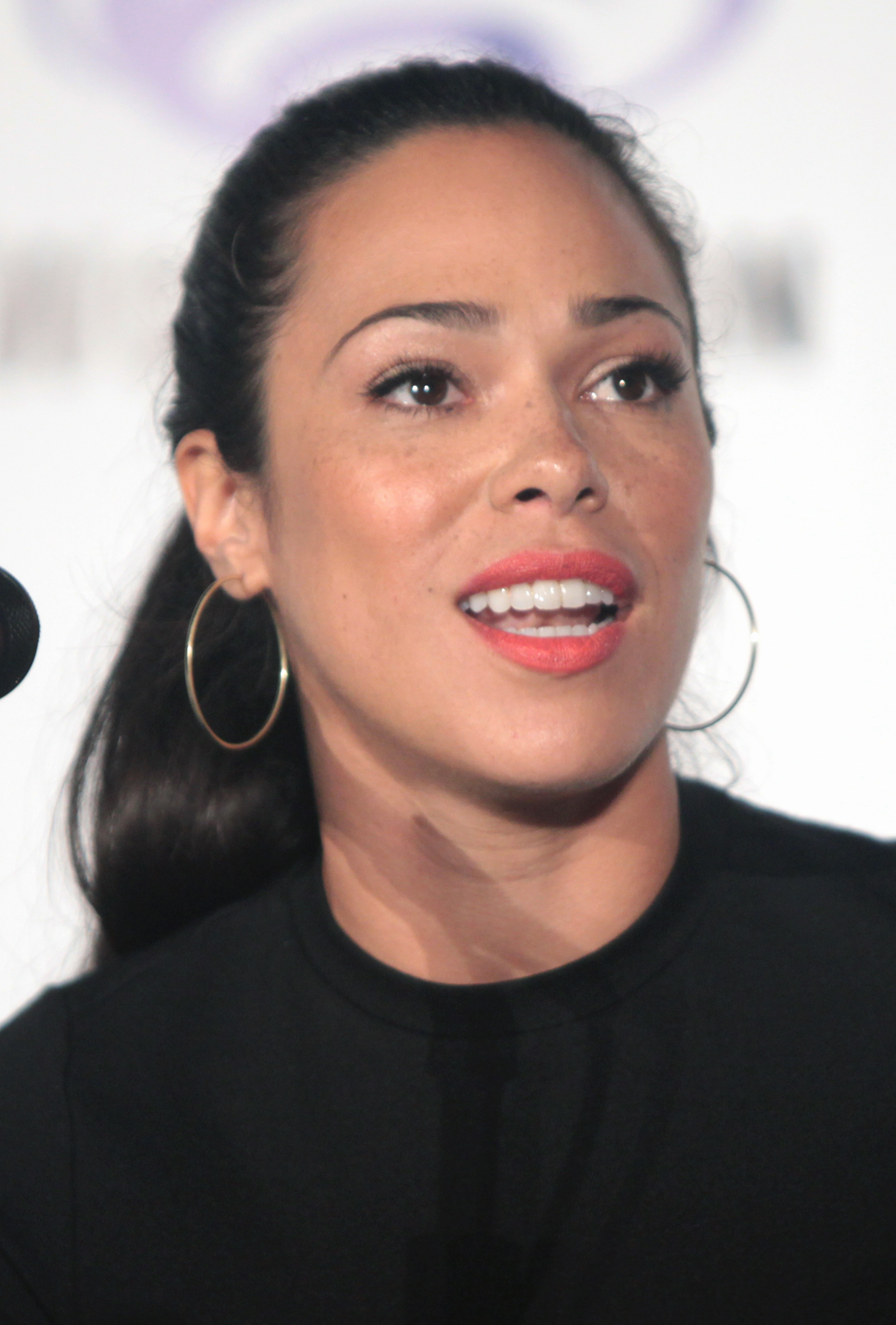
Jessica Camacho

Jessica Camacho (* 26. November 1982 in Kalifornien) ist eine US-amerikanische Film- und Fernsehschauspielerin.

## Leben
Jessica Camacho ist seit 2007 als Schauspielerin tätig. 2012 spielte sie in der Serie Last Resort die Figur Pilar Cortez, ab 2015 die FBI-Agentin Sophie Foster in Sleepy Hollow. Ab 2017 folgte The Flash wo sie Gypsy verkörperte. 2018 spielte sie Santana in der Serie Taken – Die Zeit ist dein Feind.

## Filmografie (Auswahl)
- 2008: Nothing Like the Holidays
- 2010: Dexter (Fernsehserie, 2 Folgen)
- 2012: Denk wie ein Mann (Think Like a Man)
- 2012–2013: Last Resort (Fernsehserie, 10 Folgen)
- 2013: Nikita (Fernsehserie, 3 Folgen)
- 2014: Veronica Mars
- 2015: Rizzoli & Isles (Fernsehserie, Episode 6x08)
- 2015–2016: Sleepy Hollow (Fernsehserie, 14 Folgen)
- 2017: Roman J. Israel, Esq. – Die Wahrheit und nichts als die Wahrheit (Roman J. Israel, Esq.)
- 2017: The Babymoon
- 2017–2018: The Flash (Fernsehserie, 10 Folgen)
- 2018: Taken – Die Zeit ist dein Feind (Taken, Fernsehserie, 16 Folgen)
- 2019: Another Life (Fernsehserie, 6 Folgen)
- 2019: Watchmen (Fernsehserie, 5 Folgen)
- 2019–2023: All Rise – Die Richterin (All Rise, Fernsehserie, 58 Folgen)
- 2021: A Christmas Proposal (Fernsehfilm)
- 2022–2024: S.W.A.T. (Fernsehserie, 4 Folgen)
- 2023–2025: Bosch: Legacy (Fernsehserie, 7 Folgen)
- 2025: Countdown (Fernsehserie, 13 Folgen)